# ایالت آزاد مکلنبورگ-شورین
ایالت آزاد مکلنبورگ-شورین (به آلمانی: Freistaat Mecklenburg-Schwerin) یک ایالت آلمانی بود که پس از انقلاب ۱۹۱۸–۱۹۱۹ آلمان در جمهوری وایمار به وجود آمد.
پس از دست‌یابی نازی‌ها به قدرت در سال ۱۹۳۳ این ایالت به همراه ایالت آزاد مکلنبورگ-اشترلیتس ایالت جدید مکلنبورگ را تشکیل دادند.